# قلعه هوروگورو
قلعه هوروگورو (هانگول: 호로고루، هانجا: 虎盧堡) دژی تاریخی از دوره سه پادشاهی، متعلق به امپراتوری گوگوریو، است که در منطقه جانگنام-میون، شهرستان یئونچئون، استان گیونگی-دو، کره جنوبی قرار دارد. این قلعه در تاریخ ۲ ژانویه ۲۰۰۶ به عنوان مکان تاریخی شماره ۴۶۷ جمهوری کره ثبت شد.

## تاریخچه
نخستین اشاره مکتوب به قلعه هوروگورو در کتاب «دونگ‌گوک یئوجی‌دو» (جغرافیای کره)، تدوین‌شده در سال ۱۶۵۶ (هفتمین سال سلطنت پادشاه هیوجونگ)، یافت می‌شود که این قلعه را به عنوان اثری از دوره سه پادشاهی معرفی می‌کند. اولین گزارش علمی درباره این قلعه در «گزارش بررسی آثار باستانی چوسان» منتشرشده در سال ۱۹۱۹ ارائه شد که شامل تصاویر، نقشه‌ها و توضیحاتی درباره اهمیت آن به عنوان یک دژ از دوره سه پادشاهی است. پس از آن، بین سال‌های ۱۹۹۱ تا ۲۰۰۳، بررسی‌ها و کاوش‌های علمی گسترده‌ای در این مکان انجام گرفت.قلعه هوروگورو یک دژ مسطح ساحلی (강안평지성) با شکل مثلثی است که بر روی صخره‌های بازالتی طبیعی مشرف به رودخانه ایمجین، در جهت شمال شرقی به جنوب غربی، ساخته شده است. محیط کلی دیوارهای قلعه حدود ۴۰۰ متر است که دیوار جنوبی ۱۶۱.۹ متر، دیوار شمالی ۱۴۶ متر و بخش باقی‌مانده از دیوار شرقی ۹۳ متر طول دارد. سطح داخلی قلعه در ارتفاع ۲۲ متری از سطح دریا قرار دارد و بالاترین نقطه دیوارهای آن به حدود ۳۰ متر می‌رسد. در بالاترین بخش دیوار شرقی و انتهای غربی قلعه، سکوهای فرماندهی (장대) احداث شده‌اند. به نظر می‌رسد ورودی قلعه تنها در بخش جنوبی دیوار شرقی قرار داشته باشد.قلعه هوروگورو، همراه با قلعه‌های یونچئون دانگپو و یونچئون اونداریسونگ، به دلیل موقعیت منحصربه‌فرد خود بر روی زمین مثلثی‌شکل در محل تلاقی رودخانه‌های ایمجین و هانتان، از دژهای برجسته ساحلی به شمار می‌رود. این قلعه با دوره سه پادشاهی، زمانی که رودخانه ایمجین نقش مرز طبیعی را ایفا می‌کرد، ارتباط نزدیکی دارد و به عنوان میراثی فرهنگی با ارزش علمی بالا شناخته می‌شود.

## دلیل نامگذاری
قلعه یونچئون هوروگورو دژی مسطح و منحصربه‌فرد در کنار رودخانه است که بر روی زمینی مثلثی‌شکل، در محل تلاقی رودخانه‌های ایمجین و هانتان با شاخه‌هایشان، بنا شده است. این قلعه، همراه با دیگر دژهای منطقه، ارتباط تنگاتنگی با دوره سه پادشاهی، به‌ویژه امپراتوری گوگوریو، دارد، زمانی که رودخانه ایمجین به عنوان یک مرز طبیعی نقش کلیدی ایفا می‌کرد. به دلیل ارزش علمی برجسته، این قلعه به عنوان میراث فرهنگی ملی (مکان تاریخی) برای حفاظت و مدیریت ثبت شده است.

## لینک‌های خارجی
- پرونده‌های رسانه‌ای مربوط به Horogoru در ویکی‌انبار